# Henry VIII (Oper)
Henry VIII (deutsch: Heinrich VIII.) ist eine Oper in vier Akten und sechs (später fünf) Bildern von Camille Saint-Saëns (Musik) mit einem Libretto von Pierre-Léonce Détroyat und Paul-Armand Silvestre nach Pedro Calderón de la Barcas historischem Drama La cisma de Ingalaterra von 1627, das seinerseits auf Pedro de Ribadeneiras Historia ecclesiastica del scisma del reyno de Inglaterra von 1588 beruht. Die Uraufführung der Oper fand am 5. März 1883 im Palais Garnier der Pariser Oper statt.

## Handlung

### Erster Akt
Saal im Palast von Henry VIII in London; auf der linken Seite zwei große Fenster zum Platz

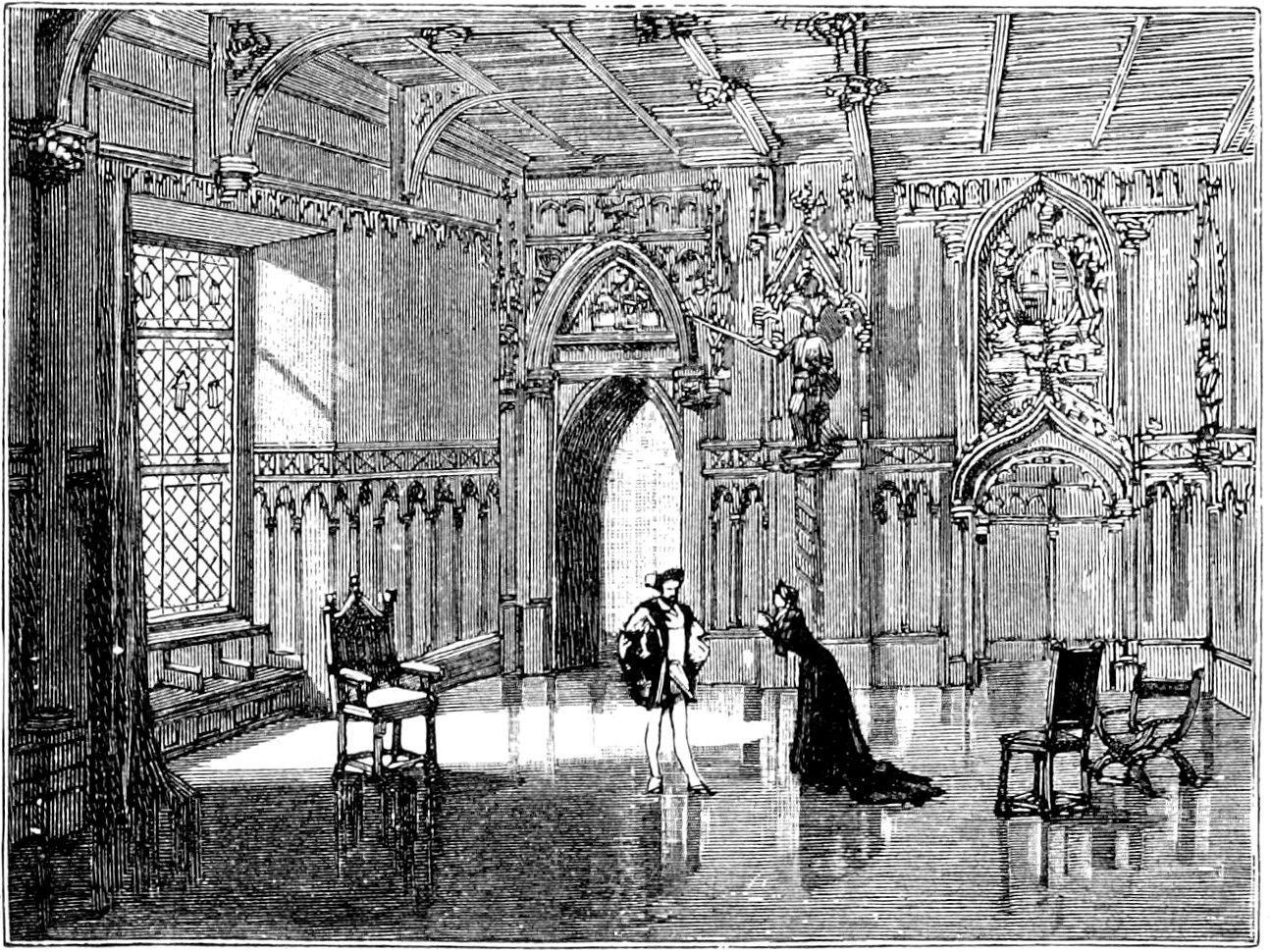
Erster Akt: Saal im königlichen Palast. Presseillustration 1903

Szene 1. Der Herzog von Norfolk begrüßt seinen Freund, den neu ernannten spanischen Botschafter Don Gomez de Féria, der seine Stellung durch Vermittlung der englischen Königin Catherine d’Aragon erhalten hat. Don Gomez hofft, durch diese Position mehr Zeit mit seiner Geliebten Anne de Boleyn verbringen zu können (Don Gomez: „La beauté que je sers est telle“). Als Norfolk ihm von Gerüchten erzählt, dass der König ein Auge auf Anne, der Schwester seiner früheren Mätresse Marguerite, geworfen hat, weist Don Gomez diese zurück. Er ist sich der Gegenliebe Annes sicher (Duett Don Gomez/Norfolk: „Qui, je suis sûr de son amour!“ – „Le ciel vous garde son amour“). Norfolk warnt seinen Freund vor der Unberechenbarkeit und Grausamkeit des Königs, die sich gerade jetzt am Tribunal gegen seinen vormaligen Günstling Buckingham zeige.
Szene 2. Eine Gruppe von Hofherren bestätigt Norfolks Warnung: Buckingham wurde zum Tode verurteilt. Als König Henry mit dem Grafen Graf von Surrey eintritt, verneigen sich alle unterwürfig.
Szene 3. Norfolk stellt Henry den neuen spanischen Gesandten vor. Henry grüßt ihn freundlich. Da im Empfehlungsschreiben der Königin auch Don Gomez’ Geliebte erwähnt wurde, verspricht er ihm seine Unterstützung in Liebesdingen. Er weiß nicht, dass es sich um Anne handelt.
Szene 4. Nachdem sich alle anderen zurückgezogen haben, teilt Surrey dem König mit, dass sich der Papst einer Annullierung seiner Ehe widersetze. Henry liebt Anne und will sie unter allen Umständen für sich gewinnen, obwohl sie selbst seinem Werben noch nicht nachgegeben hat („Je souffre, pour cette rebelle“). Surrey geht, und Catherine tritt ein.
Szene 5. Henry teilt seiner Frau mit, dass er Anne de Boleyn zu ihrer neuen Ehrendame ernannt habe. Catherine ist erfreut darüber, da sie von Annes Liebe zu Gomez’ weiß. Sie nutzt die Gelegenheit, um für Buckingham um Gnade zu bitten. Henry zeigt sich jedoch unerbittlich – und macht zudem Andeutungen darüber, dass ihre Ehe vor Gott keinen Bestand habe (Duett Catherine/Henry: „Donnez-moi sa grâce“). Catherine erkennt, dass Henry sie nicht mehr liebt.
Szene 6. Anne tritt ein, geleitet von Surrey und in Begleitung von Ehrendamen. Norfolk, Don Gomez und weitere Edelleute kommen hinzu. An der Reaktion Annes und Don Gomez’ erkennt Henry deren alte Bekanntschaft. Er stellt Anne seiner Frau als neue Ehrendame vor und ernennt sie zugleich zur Marquise von Pembroke. Hinter der Bühne erklingt ein Trauermarsch, als Buckingham zum Schafott geführt wird. Während alle anderen zum Fenster eilen, gesteht Henry Anne seine Liebe. Unterdessen klagt ein Chor von Mönchen um den Verurteilten. Anne hat böse Vorahnungen. Gomez erkennt die Absichten des Königs.

### Zweiter Akt
Kreuzweg in den Gärten von Richmond; Vorbereitungen zu einem Fest

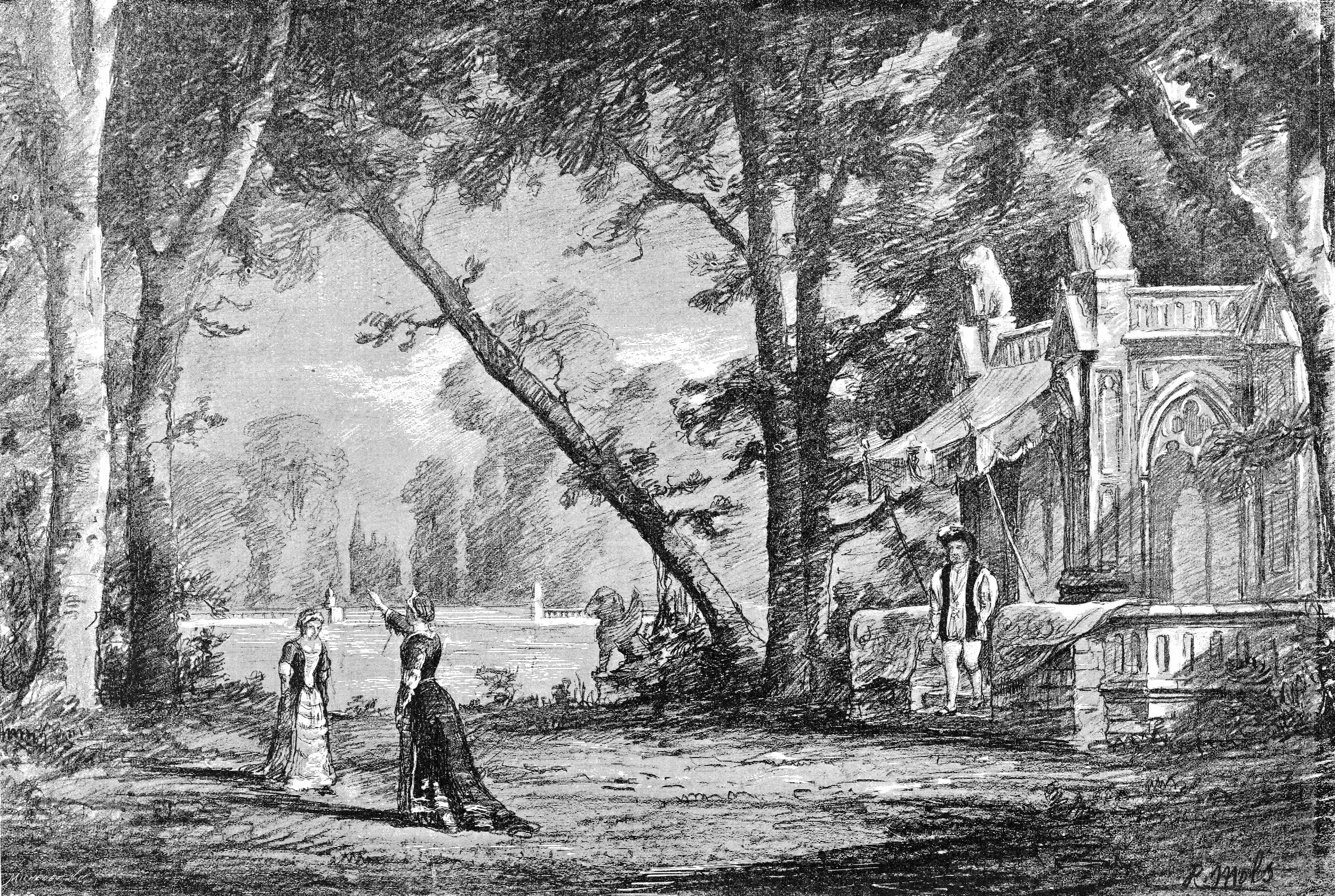
Zweiter Akt: Der Park von Richmond. Lavastre/Michelet/Mols 1883

Szene 1. Beim Aufgehen des Vorhangs beobachten Höflinge einige Pagen bei ihren Fechtübungen (Chor: „Joyeux enfants qui ne savez encore“). Da in London die Pest ausgebrochen ist, ist Henry mit seinem Hofstaat nach Richmond gezogen. Einzig die Königin hält in London die Stellung. Don Gomez zweifelt inzwischen an Annes Zuneigung, da sie ihm seit seiner Ankunft aus dem Weg geht. Da erscheint Anne, begleitet von ihren Ehrendamen, im Hintergrund der Szene (Frauenchor: „Noble dame, pour vous plaire“). Als sie Gomez bemerkt, schickt sie die Frauen fort.
Szene 2. Anne versichert Gomez, dass sie ihn noch immer liebe. Sie erschreckt, als sie den König kommen sieht.
Szene 3. König Henry ist überrascht, Don Gomez mit Anne zusammen anzutreffen. Er lädt ihn zu dem Fest ein, das er am Abend der Marquise zu Ehren gibt. Don Gomez sagt zu und zieht sich mit einem schmerzlichen Blick auf Anne zurück.
Szene 4. Henry wirbt erneut um Anne. Sie weist ihn zunächst zurück, doch als er ihr verspricht, Catherine zu verstoßen und sie zur Königin zu machen, stimmt sie begeistert zu und sinkt ihm in die Arme (Duett: „Je cède au rêve qui m’enivre“). Als er Surrey erblickt, reißt Henry sich los, um ihm zu folgen, doch nicht ohne einen zärtlichen Blick mit Anne zu wechseln.
Szene 5. Anne schwärmt von ihrer künftigen Macht als Königin (Anne: „Reine! je serai reine!“). Da erscheint Catherine und geht langsam auf sie zu.
Szene 6. Catherine stellt Anne zur Rede. Sie hat ihre Absichten durchschaut und warnt sie vor der Strafe Gottes.
Szene 7. Henry, Don Gomez, Lady Clarence (eine weitere Ehrendame Catherines), Surrey und Norfolk kommen hinzu. Während Anne Henry auffordert, sie vor Catherines Anfeindungen zu schützen, verweist diese auf ihr Recht als Königin. Henry teilt ihr mit, dass sie diese Stellung nicht mehr lange innehaben werde. Da meldet Norfolk die Ankunft des päpstlichen Legaten, Kardinal Campeggio. Dieser kündigt eine „ernste Mahnung“ an, doch Henry verschiebt die Unterredung auf den nächsten Tag, da nun alles zum Fest bereit ist. Catherine und Campeggio entfernen sich. Die anderen zerstreuen sich in die Gärten. Henry reicht Anne die Hand.
Divertissement in den Gärten von Richmond

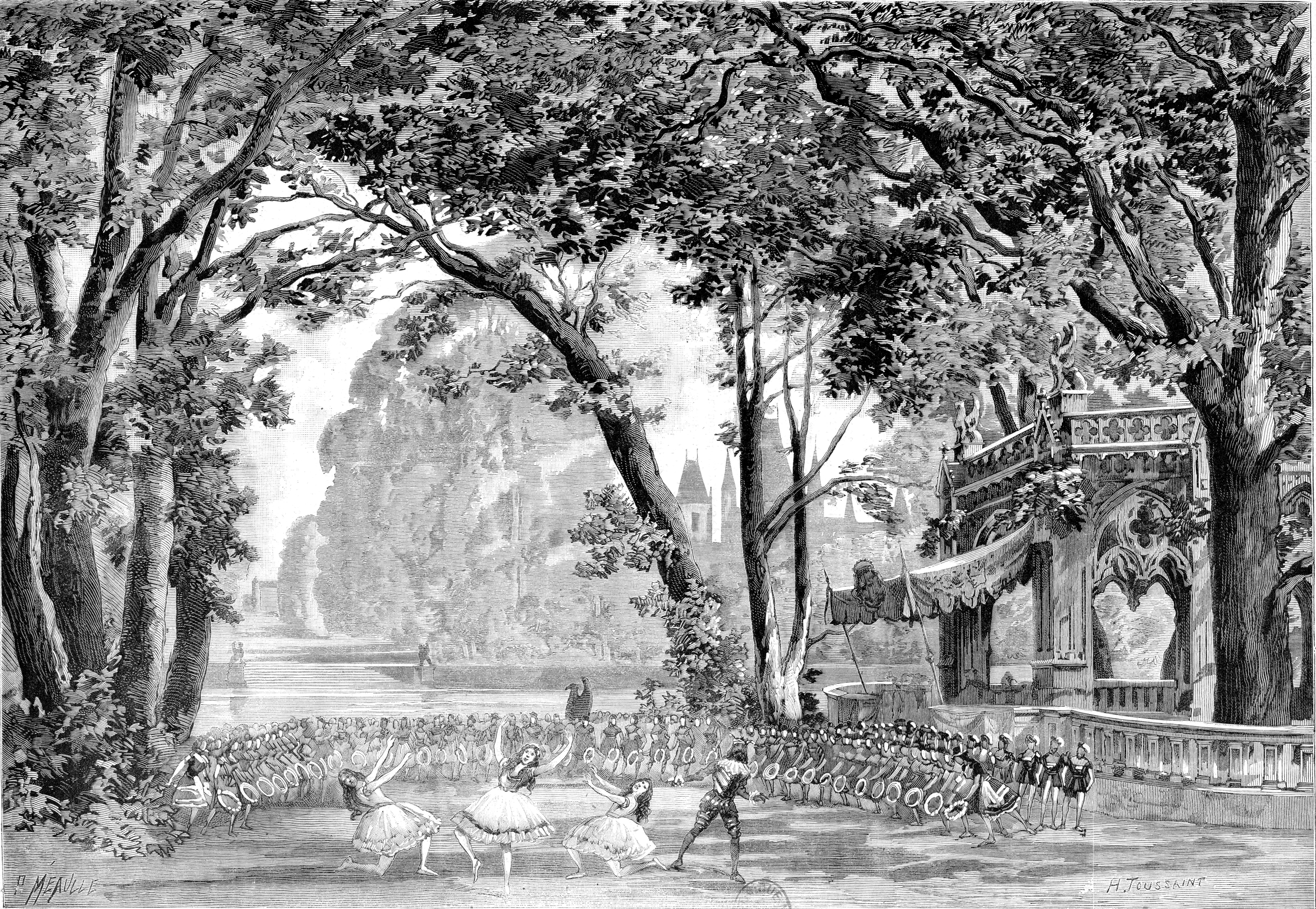
Das Ballett
Méaulle/Toussaint 1883

1. Introduction. Entrée des Clans – Eintritt der Clans
2. Idylle écossaise – Schottisches Idyll
3. La fête du houblon – Hopfenfest
4. Danse de la gitane – Tanz de Zigeunerin
5. Pas des highlanders – Tanz der Highlander [in späteren Fassungen gestrichen]
6. Scherzetto – Scherzetto
7. Gigue et Finale – Gigue und Finale

### Dritter Akt
Erstes Bild: Beim König; eine sich im Hintergrund verlierende Galerie
[Dieses Bild strich Saint-Saëns in späteren Fassungen.]

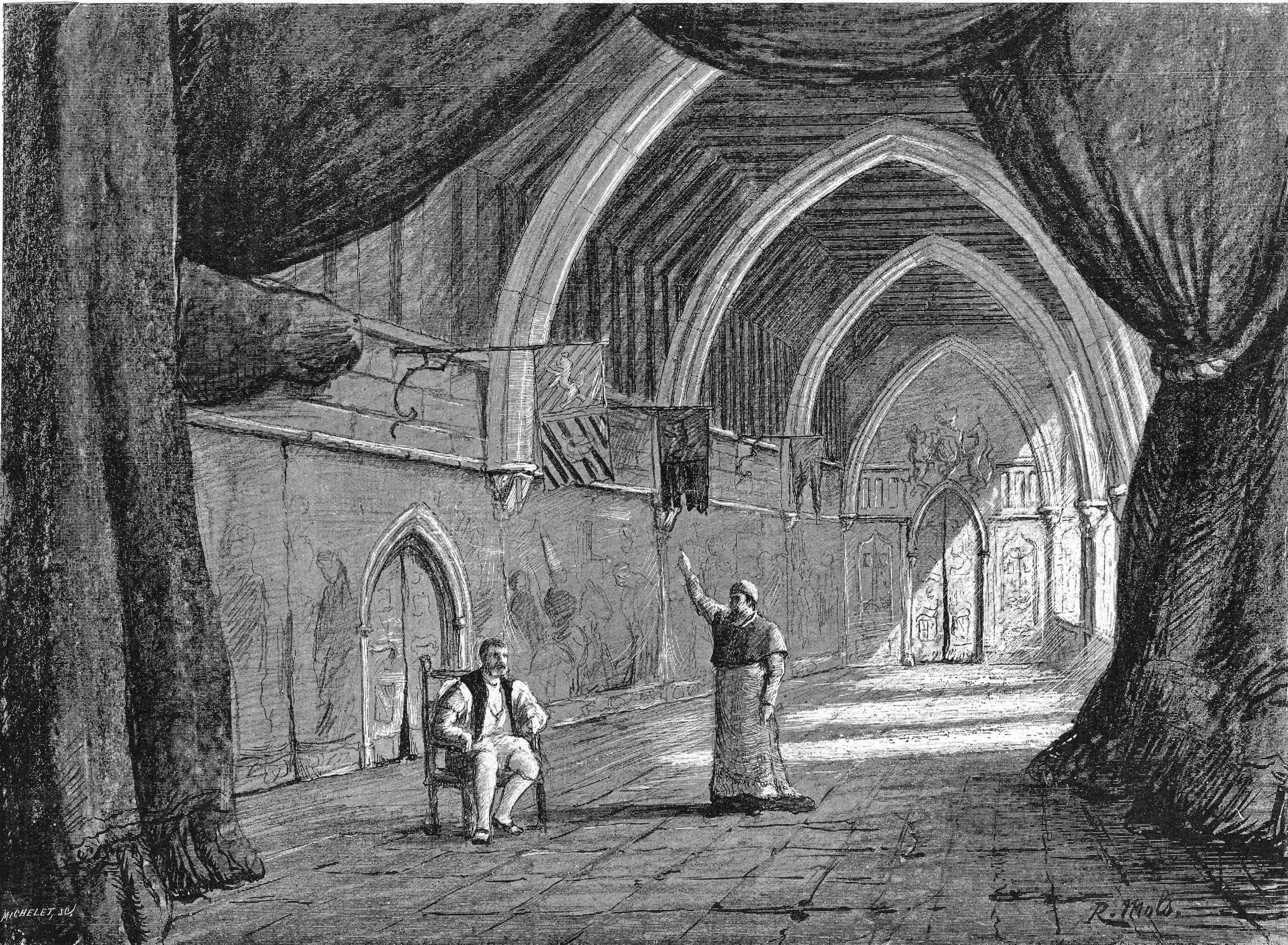
Dritter Akt, erstes Bild: Gemach des Königs. Mols/Michelet 1883

Szene 1. Surrey meldet Henry, dass der Legat um eine Audienz bitte. Henry verweigert ihm diese.
Szene 2. Henry ist verärgert über die Machtanmaßung des Papstes.
Szene 3. Anne befürchtet, dass ihre Verbindung mit Henry diesem schaden könnte. Sie schlägt daher vor, die Hochzeitspläne aufzugeben. Henry beruhigt sie.
Szene 4. Norfolk teilt Henry mit, dass der Legat auf einer Unterredung bestehe und bereits auf dem Weg sei.
Szene 5. Als Campeggio kommt, beauftragt Henry Norfolk, die Königin zu holen. Er versichert Anne, dass ihr Sieg nahe sei. Norfolk und Anne gehen.
Szene 6. Campeggio versichert Henry, dass ihm in erster Linie an seinem Seelenheil gelegen sei. Er warnt vor einem Bruch mit Rom und nennt Beispiele früherer Könige, die ihren Mut später bereut haben: Philippe Auguste in Frankreich und Otho in Deutschland. Henry erklärt, dass die Zeiten eines Barbarossa, der sich vor dem Papst gebeugt habe, lange vorbei seien. Im Falle einer Ablehnung werde er auch vor einem Schisma nicht zurückschrecken. Er zieht sich zurück.
Szene 7. Campeggio fürchtet, das Henry seinem Untergang entgegengeht. Er verspürt Mitleid mit der Königin und dem unschuldigen Volk, das die Folgen tragen werde, und bittet Gott um Gnade.
Zweites Bild. Der Parlamentssaal, in dem über die Königin verhandelt wird

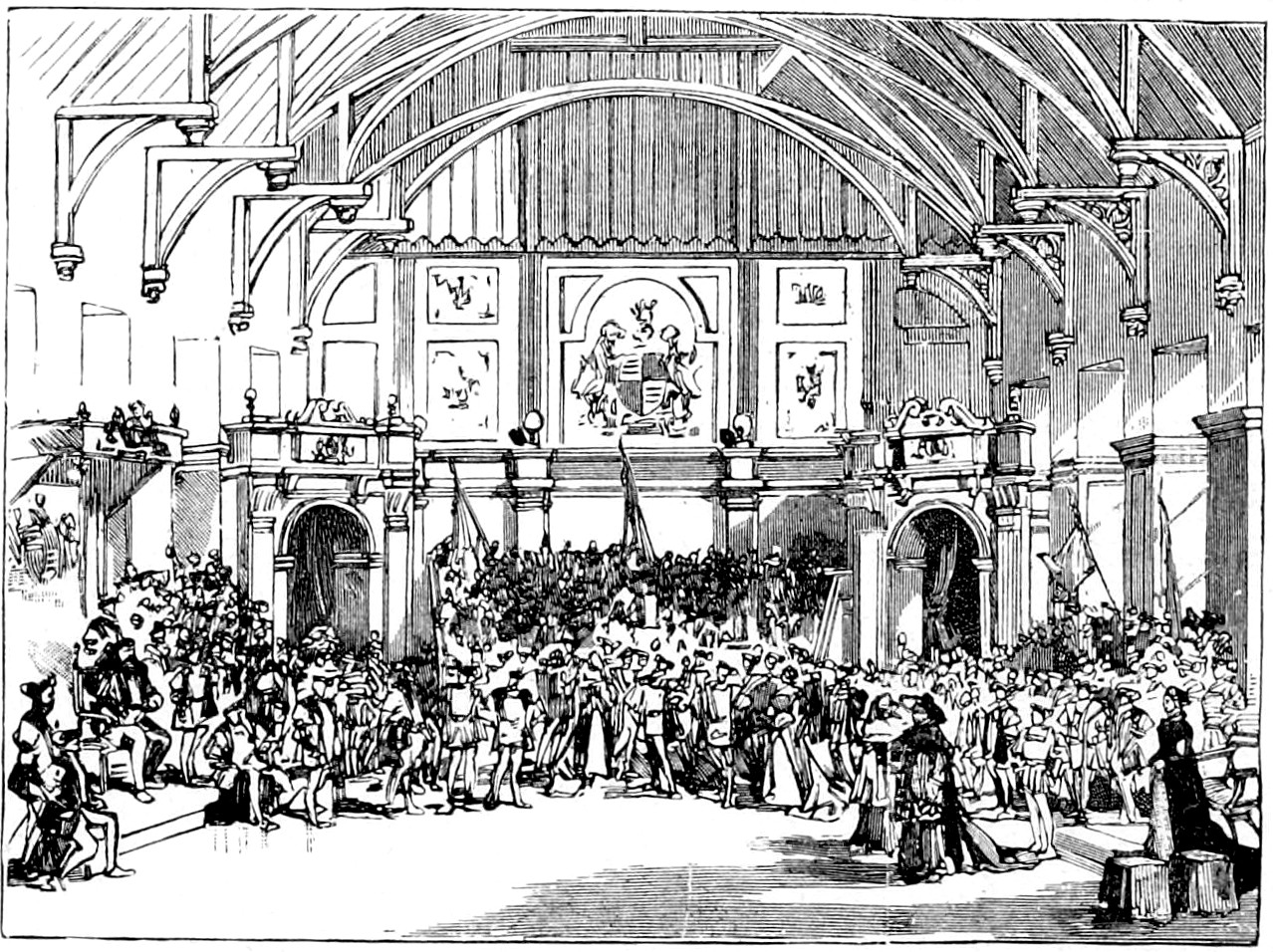
Dritter Akt: der Synodensaal, Presseillustration 1903

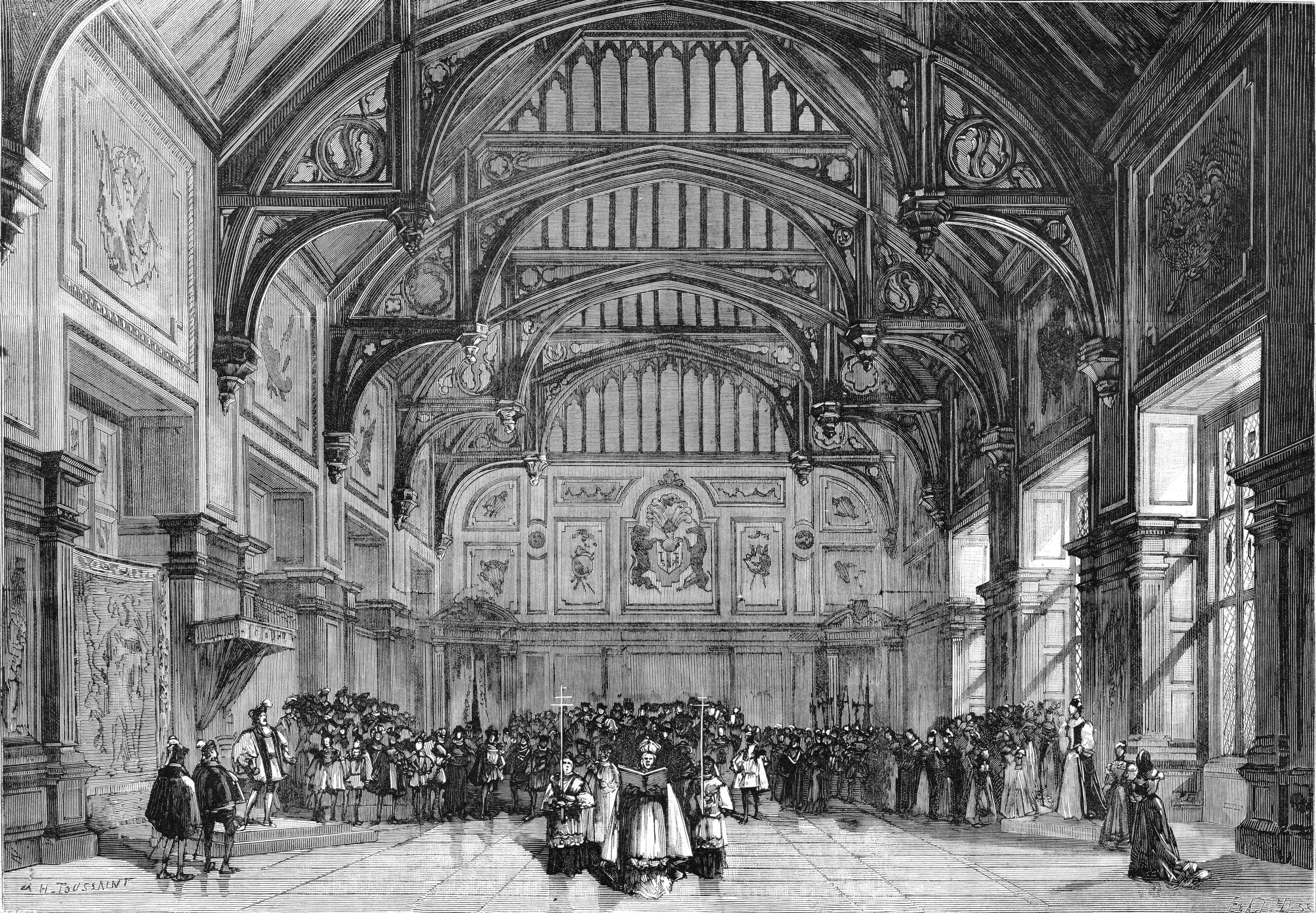
Die Annullierung der Ehe, 1883

Szene 1. Zu den Klängen eines Marschs treten nacheinander die Teilnehmer der Synode ein: Gerichtsdiener, Edelleute mit Don Gomez und Lady Clarence, Erzbischof Cranmer von Canterbury, König Henry, Königin Catherine und die Richter. Nach der Eröffnung durch den Waffenmeister Garter und die Richter ruft zunächst Cranmer Gott um Beistand an (Cranmer: „Toi qui veilles sur l’Angleterre“). Der König verlangt nun vom Gericht die Annullierung seiner Ehe. Sie stehe nicht mit den christlichen Gesetzen im Einklang, da Catherine die Witwe seines Bruders sei. Catherine bittet Henry mit einem Hinweis auf ihre Ergebenheit und Treue um ein Einsehen (Catherine: „A ta bonté souveraine“). Auch habe der Papst ihre Verbindung gesegnet. Mit diesen Worten gewinnt sie die Herzen der Anwesenden. Anschließend wendet sich an die Richter und bittet auch diese um Mitleid, da sie Henry noch immer liebe. Dieser unterbricht sie grob. Als Garter in der Menge nach einem Verteidiger fragt, erhebt sich Don Gomez und erhebt im Namen Spaniens, seiner und Catherines Heimat, Einspruch. Eine Annullierung dieser Ehe könne leicht zu Krieg zwischen ihren Völkern führen. Die Menge ist empört über diese offene Drohung, und Henry kann auf den Willen des englischen Volks verweisen (Henry: „Mais tout mon peuple, je suppose“). Seine Landsleute bekräftigen, dass es ihr Stolz nicht zulasse, dass ein Fremder gegen ihren König spreche. Cranmer erklärt daraufhin die Ehe Henrys und Catherines für aufgehoben. Die Königin verlässt empört den Saal (Catherine: „Encore une fois je reclame“). Der Legat und weitere Kardinäle in seinem Gefolge kommen herein. Campeggio verliest die Bulle, in der der Papst die Ehe Henrys für gültig erklärt. Daraufhin lässt Henry die Tore für das Volk öffnen und fragt die Menge, ob sie von einem Fremden Befehle empfangen wollen. Alle verneinen das und schwören ihm ihre Gefolgschaft. Daraufhin erklärt sich Henry zum Oberhaupt der Kirche Englands und Anne de Boleyn zu seiner Gemahlin. Das Volk jubelt. Der Legat, der Henrys Exkommunikation ausspricht, findet kein Gehör mehr (Ensemble: „C’est donc fait!“).

### Vierter Akt
Erstes Bild. Bei Anne de Boleyn; Saal im Stil der englischen Renaissance

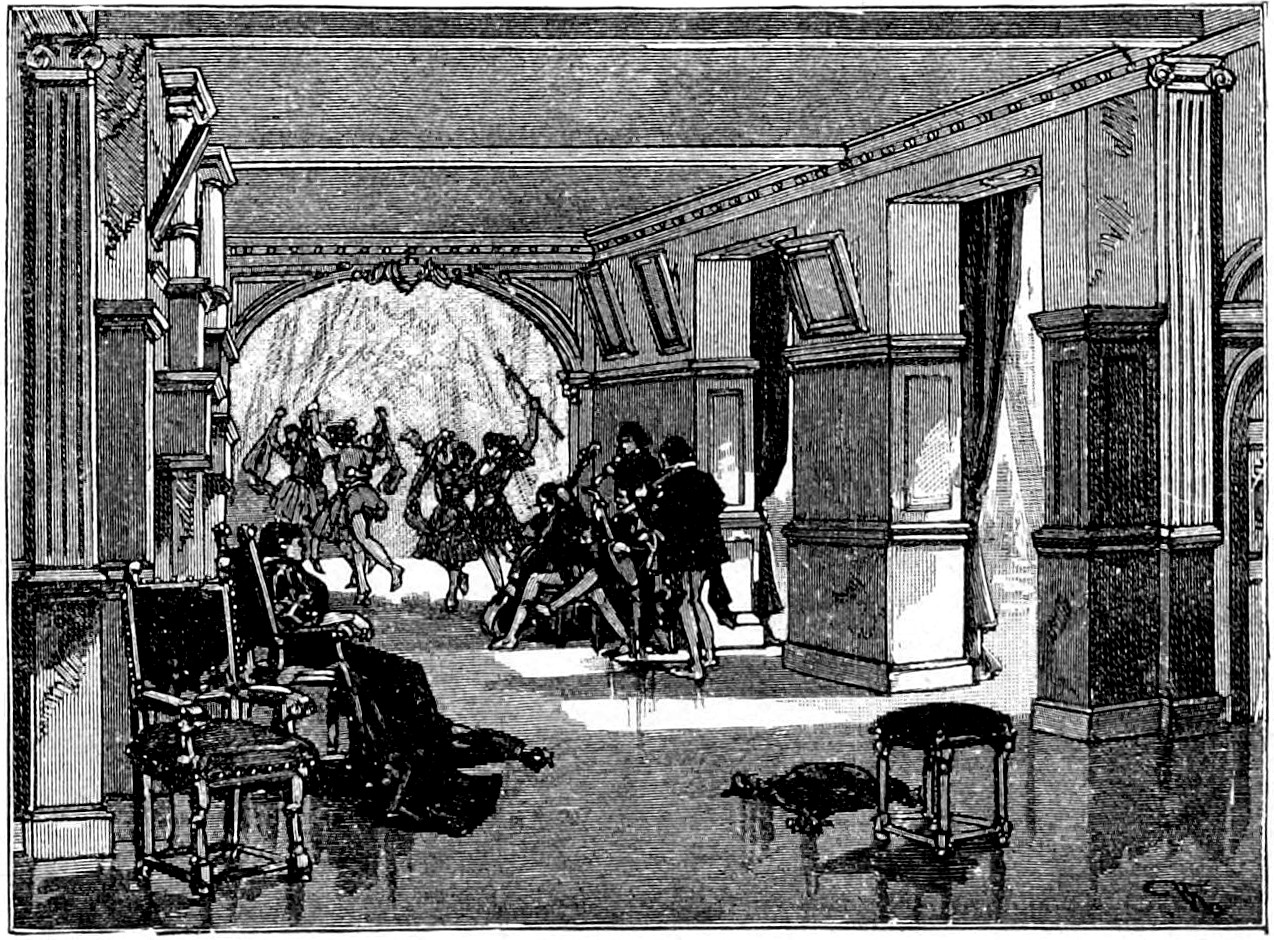
Vierter Akt, erstes Bild: Gemach bei Königin Anne. Presseillustration 1903

Szene 1. Beim Aufgehen des Vorhangs üben Herren und Damen einen Tanz für die Geburtstagsfeier des Königs. Anne überwacht die Probe. Norfolk unterhält sich mit Surrey über die finstere Stimmung des Königs seit seiner Hochzeit mit Anne. Offenbar zweifelt Henry an der Treue seiner Frau. Die verstoßene Catherine verbringt ihre letzten Tage nun trübsinnig im Schloss von Kimbolt.
Szene 2. Anne ist unangenehm überrascht, als ihr früherer Geliebter Don Gomez mit einer Botschaft Catherines eintrifft. Sie schickt die Edelleute fort, um ihn allein zu sprechen.
Szene 3. Don Gomez versichert Anne, dass er weder Hass noch Liebe mehr für sie empfinde und lediglich auf Wunsch Catherines gekommen sei. Ihre Briefe aus der Zeit seiner Verbindung mit Anne habe er vernichtet. Allerdings erfährt Anne, dass Catherine noch immer das Empfehlungsschreiben besitzt, aufgrund dessen er damals seine Stellung erhalten hatte. Anne fürchtet, dass Catherine es gegen sie verwenden könnte.
Szene 4. Henry erscheint und schickt Anne mit groben Worten fort. Diese erkennt, dass ihre einzige Hoffnung bei Catherine liegt.
Szene 5. Henry ist nicht gut auf Don Gomez zu sprechen, benötigt ihn aber noch, um ein „Geheimnis zu ergründen“. Don Gomez entgegnet, dass er nur noch wegen seiner Freundschaft mit Catherine seine Stellung am englischen Hof ausübe. Diese lasse Henry ausrichten, dass sie ihr Schicksal nicht beklagen wolle und täglich für ihn bete. Henry will Don Gomez nach Kimbolt begleiten, da er hofft, das gesuchte Geheimnis von Catherine zu erfahren. Don Gomez fürchtet eine neue Tücke des Königs (Duett Don Gomez: „Quel dessein à Kimbolt l’entraine?“ – Henry: „Enfin ma vengeance est prochaine!“).
Zweites Bild. Das Refugium Catherines im Schloss von Kimbolt
Szene 1. Während von draußen Freudengesänge des Volks hereinklingen (Chor: „Vive notre roi!“), grübelt Catherine über ihr Schicksal nach. Ihre geliebte Heimat Spanien wird sie wohl nie wiedersehen (Catherine: „Je ne te reverrai jamais“).
Szene 2. Catherine, die den Tod nahen fühlt, ruft ihre Damen zu sich. Sie überreicht ihnen verschiedene Geschenke zur Erinnerung. Für Don Gomez hat sie ein Gebetbuch vorgesehen, in das sie den alten Brief legt. Eine der Damen meldet die Ankunft einer verschleierten Frau, die sie sprechen wolle. Die Damen gehen, und Anne tritt herein.
Szene 3. Nachdem Anne ihren Schleier abgenommen hat, bittet sie Catherine um Vergebung für ihre Tat. Sie versichert ihr, dass sie Henry wahrhaft geliebt habe. Catherine glaubt ihr nicht – leidet doch auch Don Gomez noch immer unter der Wunde, die Anne ihm zugefügt hatte. Anne fleht sie an, ihr das Schreiben zu geben, das von ihrer früheren Liebe zu Don Gomez zeugt. Catherine nimmt es aus dem Gebetbuch und zeigt es Anne – gibt es ihr aber nicht. In diesem Moment erscheint der König mit Don Gomez.
Szene 4. Henry ist überrascht, Anne bei Catherine zu sehen. Er heuchelt dieser Reue vor und fordert von ihr den Beweis für seinen Irrtum – den Beweis von Annes Untreue. Catherine bringt kein Wort heraus. Sie zerknittert vor Aufregung den Brief. Um ihre Eifersucht anzustacheln, wendet Henry sich nun an Anne und fordert diese auf, zu schwören, dass sie immer nur ihn geliebt habe (Henry: „En torturant son cœur“). Nachdem Anne dem zitternd Folge geleistet hat, erklärt Henry, dass er nun keine Zweifel mehr habe. Er versichert ihr seine Liebe (Henry: „Anne, ma bien-aimée“). Catherine lässt sich jedoch auch durch dieses Schauspiel nicht dazu bewegen, Don Gomez und Anne zu vernichten. Mit einem Aufschrei wirft sie den Brief ins Kaminfeuer, bevor sie sich sterbend in einen Sessel fallen lässt. Ihre letzten Worte gelten Gott und Don Gomez, den sie um Verzeihung bittet. Henry jedoch reißt sich aus Annes Umarmung. Er schwört ihr den Tod, falls er jemals herausfinden sollte, dass er getäuscht wurde.

## Gestaltung
Calderóns Vorlage behandelt die geschichtlichen Ereignisse am englischen Hof aus spanischer Sicht. Saint-Saëns’ Librettisten machten aus seinem Drama eine große französische Historienoper. Es handelt sich um eine der letzten Opern dieses Genres, zu dem Jules Massenet zwei Jahre später noch mit Le Cid einen weiteren Betrag leistete. Henry VIII steht stilistisch zwischen der Grand opéra und dem Drame lyrique. Auf erstere verweist das Synodenbild des dritten Akts, das deutliche Parallelen mit dem ersten Akt von Giacomo Meyerbeers L’Africaine hat. Auf der anderen Seite beherrscht der private Konflikt der vier Hauptcharaktere Henry, Catherine, Anne und Don Gomez die Dramaturgie des Werks, und die Oper endet entsprechend mit einer psychologisch differenzierten Szene in den Privatgemächern Catherines, dessen Abschluss ein Quartett dieser Personen bildet.
Im Gegensatz zu Calderóns Theaterstück liegt der Schwerpunkt der Handlung auf der Abkehr König Heinrich VIII. von der römischen Kirche, der Auflösung seiner Ehe mit Katharina von Aragon und seiner Verbindung mit Anne Boleyn. Auf einen zusätzlichen komischen Charakter als Pendant zu dem bei Calderón auftretenden Hofnarren Pasquín:216 verzichtete man ebenso wie auf die Intrigen des Kardinals Wolsey und die Beschreibung von Annes Hinrichtung, die lediglich in den Schlussworten Henrys angedeutet wird.
Der weltgeschichtliche Teil der Handlung mit der Auflösung von Henrys Ehe und dem Kirchenschisma ist künstlerisch frei auf die Synodenszene konzentriert. Diese verläuft wie die entsprechende Szene in Meyerbeers L’Africaine nach einer sorgfältig vorbereiteten Dramaturgie mit sich steigernden Kontrasten. Den Beginn bilden der festliche Einzug der Synodenteilnehmer mit einem Doppelchor („La cause est grave et solennelle“) und ein Gebet des Erzbischofs („Toi qui veilles sur L’Angleterre“), das vom Ensemble und vom Chor aufgenommen wird. Diesem schließt sich eine Abfolge von sich emotional steigernden Soloszenen an: Henry fordert die Auflösung seiner Ehe („Vous tous, qui m’écoutez“), Catherine fleht um Mitgefühl („A ta bonté souveraine“), Don Gomez will Catherine unterstützen und warnt vor einem Krieg mit Spanien („Je serai celui-là […] La Reine est espagnole“), Henry nutzt dies, um die öffentliche Meinung patriotisch gegen eine Einmischung von außen zu wenden („Monsieur l’ambassadeur […] Les fils de la noble Angleterre“) und erhält vom Erzbischof die gewünschte Annullierung seiner Ehe („Sire, illustre assistance“). Zur weiteren Steigerung greift an dieser Stelle mit dem päpstlichen Legaten eine weitere Person ein. Dieser verweist auf die päpstlich bestätigte Gültigkeit von Henrys Ehe. Henry erklärt daraufhin die Trennung der englischen Kirche von Rom und sich selbst zum Oberhaupt der anglikanischen Kirche und lässt sich von den Jubelrufen des Volks bestätigen. Dass der Legat nun seine Exkommunikation ausspricht, bewirkt nur noch eine kurze Unterbrechung des Ensemble- und Chorfinales.
Um die Bedeutung seiner Darstellung der Kirchenspaltung hervorzuheben, verwendete Saint-Saëns an der betreffenden Stelle der Synodenszene ein zeitgenössisches Thema der englischen Renaissance.:218 Diese Melodie taucht erstmals bereits im Vorspiel der Oper auf und wird anschließend leitmotivisch verwendet – außer im Vokalensemble der Synodenszene am Ende des dritten Akts („C’en est donc fait!“) auch in der Bühnenmusik im zweiten Bild des vierten Akts („Fêtons le jour“). Das Menuett, das die Hofleute am Anfang des vierten Akts einstudieren, entstammt dem Virginalstück The Carman’s Whistle von William Byrd. Saint-Saëns erinnerte sich später daran, dass er es „von einer Fülle überflüssiger Verzierungen“ gereinigt habe.
Einige Abschnitte stehen in einem beinahe symphonischen Stil. Zu erwähnen ist hier beispielsweise die ausgedehnte Einleitung des Balletts im zweiten Akt. Außer dem bereits erwähnten Renaissancethema gibt es noch weitere wiederkehrende Motive, wie den Trauermarsch-Rhythmus, der zuerst zum Todesgeleit Buckingham im ersten Akt erklingt und dann im ersten Bild des dritten Akts (Duett Anne/Henry) und in Henrys Drohung am Schluss der Oper erneut auftaucht. Auch Gomez’ Liebesmotiv („Si je vous disais ses appas“) hat eine ähnliche Bedeutung.
Das beim Publikum besonders gerühmte Schlussquartett wurde später mehrfach in unterschiedlichen Bearbeitungen herausgegeben. Sabina Teller Ratner definierte Saint-Saëns’ Darstellung dieser geradezu zynischen Grausamkeit Henrys, als er Anne seine wieder erwachte Liebe vorheuchelt, um die sterbende Catherine dazu zu bewegen, ihm ihr Geheimnis preiszugeben, als „hintergründige Musik von gleisnerischer Sinnlichkeit“. Sie bewertete die Oper folgendermaßen:

„Der von der französischen Musikkritik auch auf Saint-Saëns gemünzte Begriff der ‚musique savante‘ (der wissenden, gebildeten Musik) bezeichnet den Charakter des Werks in treffender Weise. Henry VIII ist eine im besten Sinn klassizistische Oper, in der Saint-Saëns nochmals seinen ganz persönlichen, keineswegs epigonalen musikdramatischen Stil zu verwirklichen vermochte, dessen höchste Ziele in der Klarheit des Ausdrucks und der Ordnung der formalen Gestaltung bestehen.“

### Orchester
Die Orchesterbesetzung der Oper enthält die folgenden Instrumente:
- Holzbläser: drei Flöten (3. auch Piccolo), zwei Oboen, Englischhorn, zwei Klarinetten, Bassklarinette (auch Kontrabassklarinette), zwei Fagotte, Kontrafagott
- Blechbläser: vier Hörner, drei Trompeten, zwei Pistons, drei Posaunen, Tuba
- Pauken, Schlagzeug: Große Trommel, Becken, Triangel, Tambour de basque, Tamtam
- zwei Harfen
- Streicher
- Bühnenmusik hinter der Szene: drei Trompeten, Kornett, drei Posaunen, Altsaxhorn in B, Basssaxhorn in B
- Militärorchester (kann ggf. verkleinert werden): kleine Klarinette, kleines Saxhorn in Es, zwei Kornette in B, zwei Altsaxhörner in B, zwei Trompeten in F, Sopransaxophon in B, Altsaxophon in Es, Tenorsaxophon in B, Baritonsaxophon in Es, zwei Saxtrompeten in Es, drei Trompeten, zwei Barytons in B, Basssaxhorn in B, Kontrabasssaxhorn in Es, Kontrabasssaxhorn in B, Tambour

## Werkgeschichte
Das Libretto dieser Oper stammt von Pierre-Léonce Détroyat und Paul-Armand Silvestre. Es basiert auf Pedro Calderón de la Barcas historischem Drama La cisma de Ingalaterra von 1627, das die Abspaltung der anglikanischen Kirche zum Thema hat und seinerseits auf Pedro de Ribadeneiras Historia ecclesiastica del scisma del reyno de Inglaterra von 1588 beruht. Ursprünglich sollte Charles Gounod den Stoff für die Pariser Oper vertonen. Dieser hatte das bereits skizzierte Libretto jedoch nach einigen Jahren wegen anderer Aufgaben wieder zurückgegeben.:216 Auch der Komponist Victorin de Joncières beschied einen entsprechenden Antrag abschlägig. Daraufhin schlug Auguste Emmanuel Vaucorbeil, der Direktor der Opéra, vor, Camille Saint-Saëns mit der Musik zu betrauen. Dieser hatte bereits mehrere Opern komponiert, aber noch keine für die Opéra, und nahm daher gerne an. Die erste Fassung des Librettos erhielt er am 23. Oktober 1880. Es wurde anschließend noch mehrfach überarbeitet. Da sich auch die Verhandlungen mit Vaucorbeil und dem Bühnendirektor Henry Régnier bis mindestens dem 9. August 1881 hinzogen, begann Saint-Saëns erst am 3. August mit den ersten Entwürfen. Die Hauptarbeit leistete er zwischen März und Mai 1882. Er berichtete seinem Verleger Auguste Durand am 19. Mai von der Fertigstellung der Oper, lieferte aber den ersten Akt erst Anfang August, den dritten und vierten wahrscheinlich Ende September und das Ballett Ende 1882 ab. Die nachfolgenden sechsmonatigen Proben erwiesen sich aufgrund von Intrigen und Missgunst als außerordentlich nervenaufreibend.
Bei der Uraufführung am 5. März 1883 im Palais Garnier der Pariser Oper wurde der größtmögliche Aufwand betrieben. Das Bühnenbild stammte von  Antoine Lavastre und Eugène Carpezat (Akt I), Jean-Baptiste Lavastre (Akte II und IV.2), Auguste-Alfred Rubé und Philippe Chaperon (Akte III.2 und IV.1). Die Kostüme schuf Eugène Lacoste. Für die Choreographie war Louis Mérante zuständig. Auch für die Gesangspartien wurden die besten verfügbaren Kräfte aufgeboten. Es sangen Jean-Louis Lassalle (Henry VIII), Etienne Dereims (Don Gomez de Féria), Auguste Boudouresque (Kardinal Campeggio), Étienne Sapin (Graf von Surrey), M. Lorrain (Herzog von Norfolk), M. Gaspard (Cranmer), Gabrielle Krauss (Catherine d’Aragon), Alphonsine Richard (Anne de Boleyn), Mlle Nastorg (Lady Clarence), M. Malvaut (Garter), M. Boutens (Wächter), M. Gesta (Offizier). Die musikalische Leitung hatte Ernest Eugène Altès. Die Aufführung war ein großer Erfolg. Saint-Saëns war nun als Opernkomponist in Paris anerkannt.

Kostüme der Uraufführung von 1883
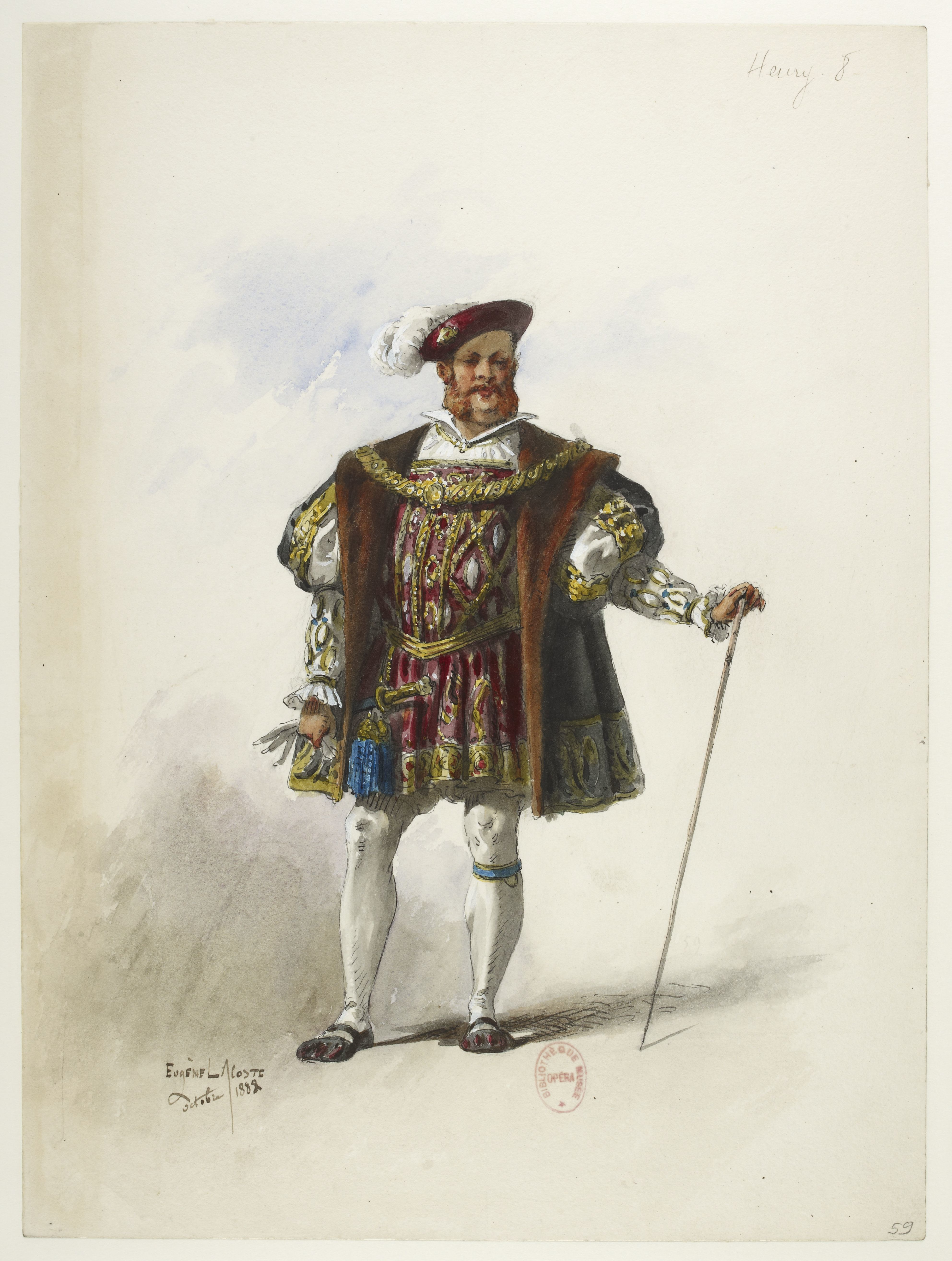
Henry VIII
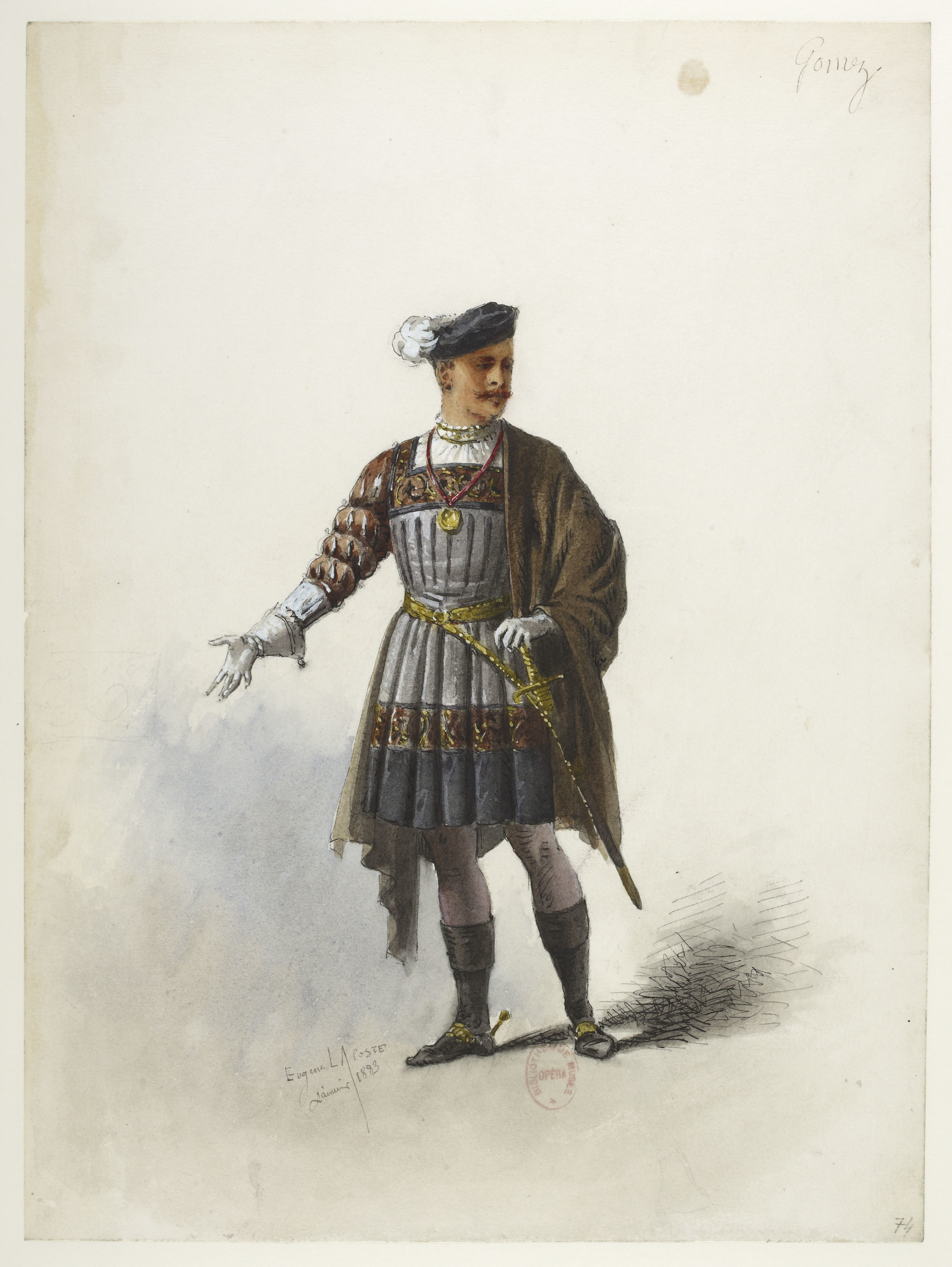
Don Gomez
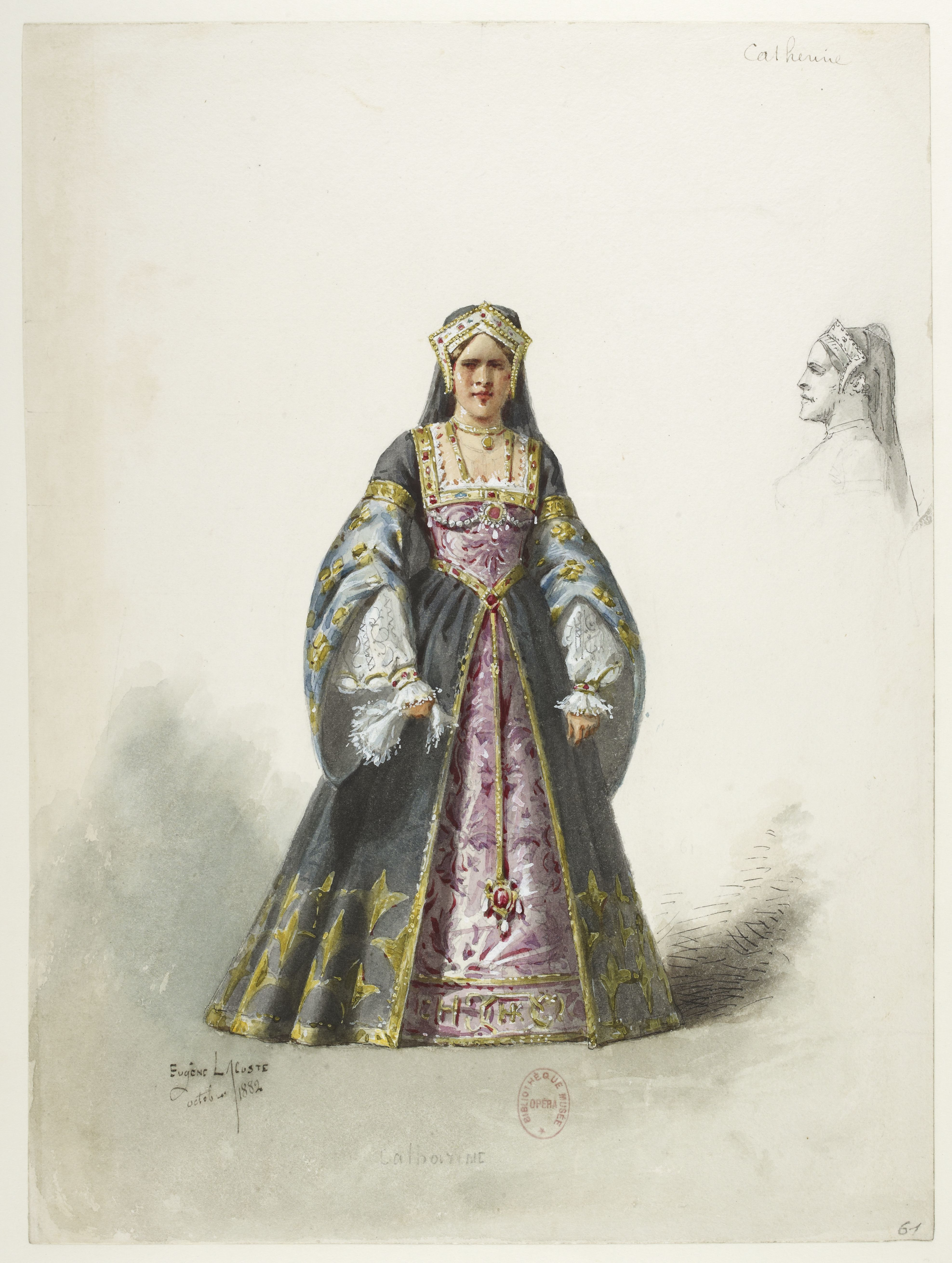
Catherine d’Aragon
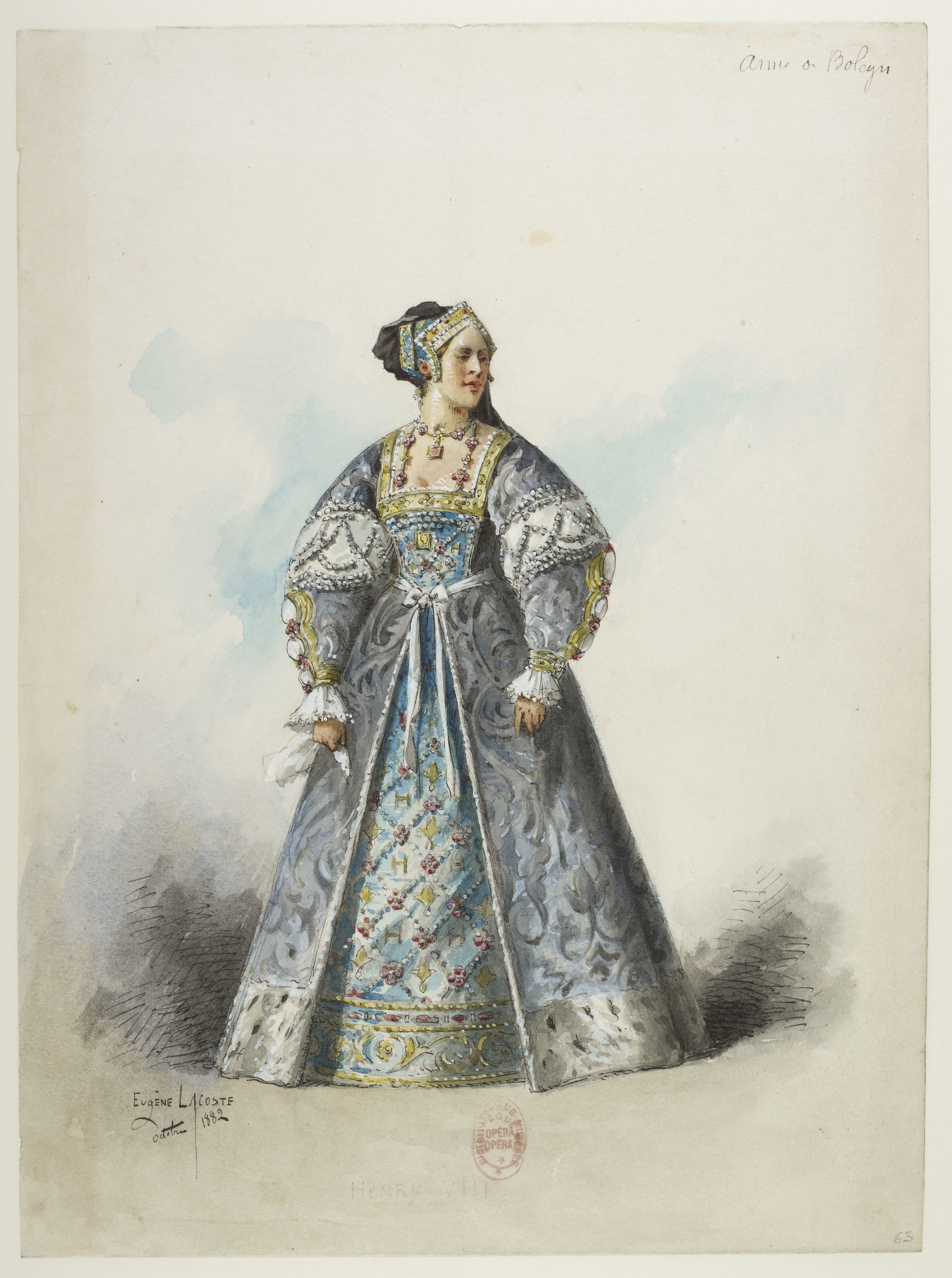
Anne de Boleyn
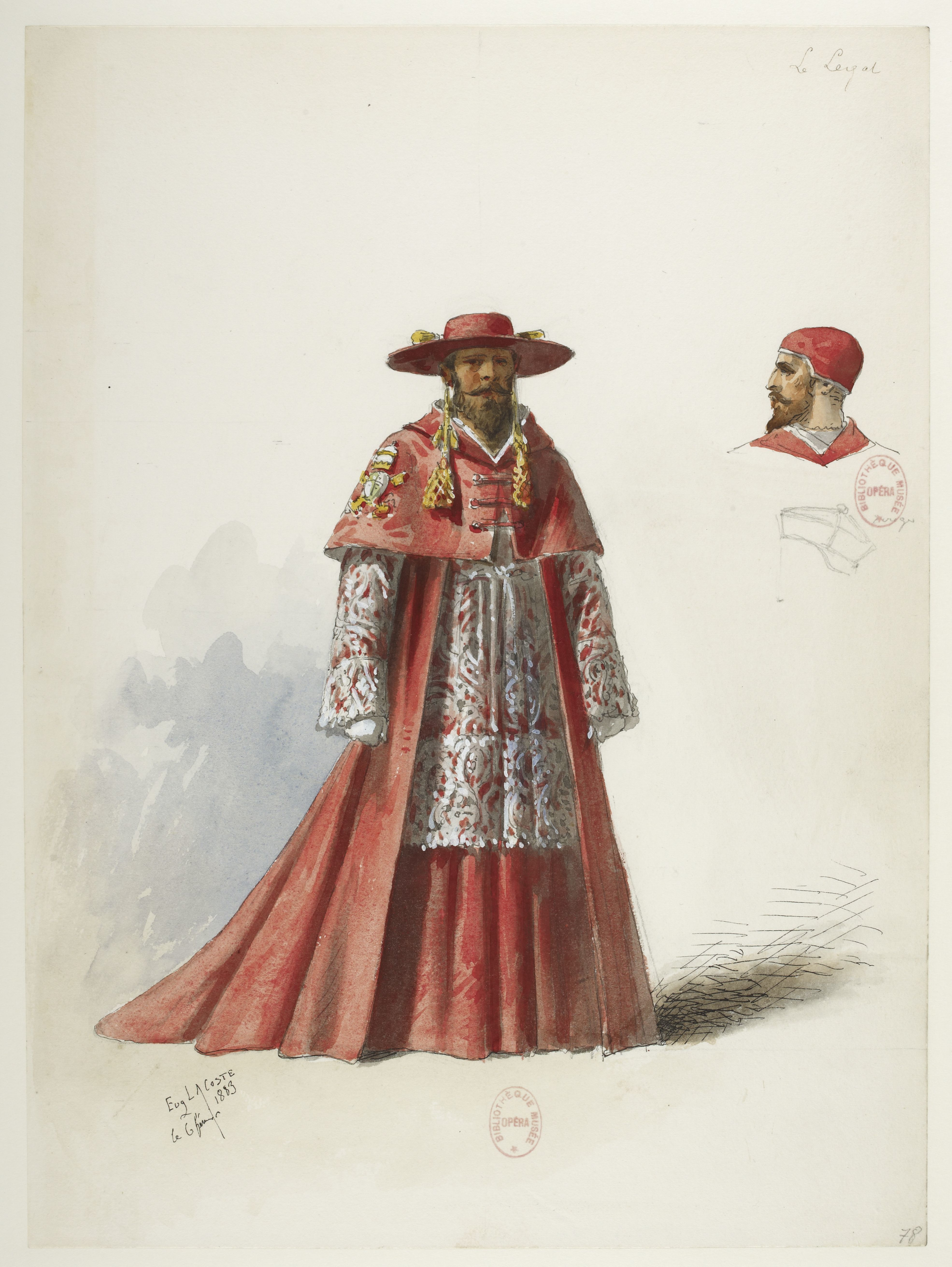
Kardinal Campeggio, Legat
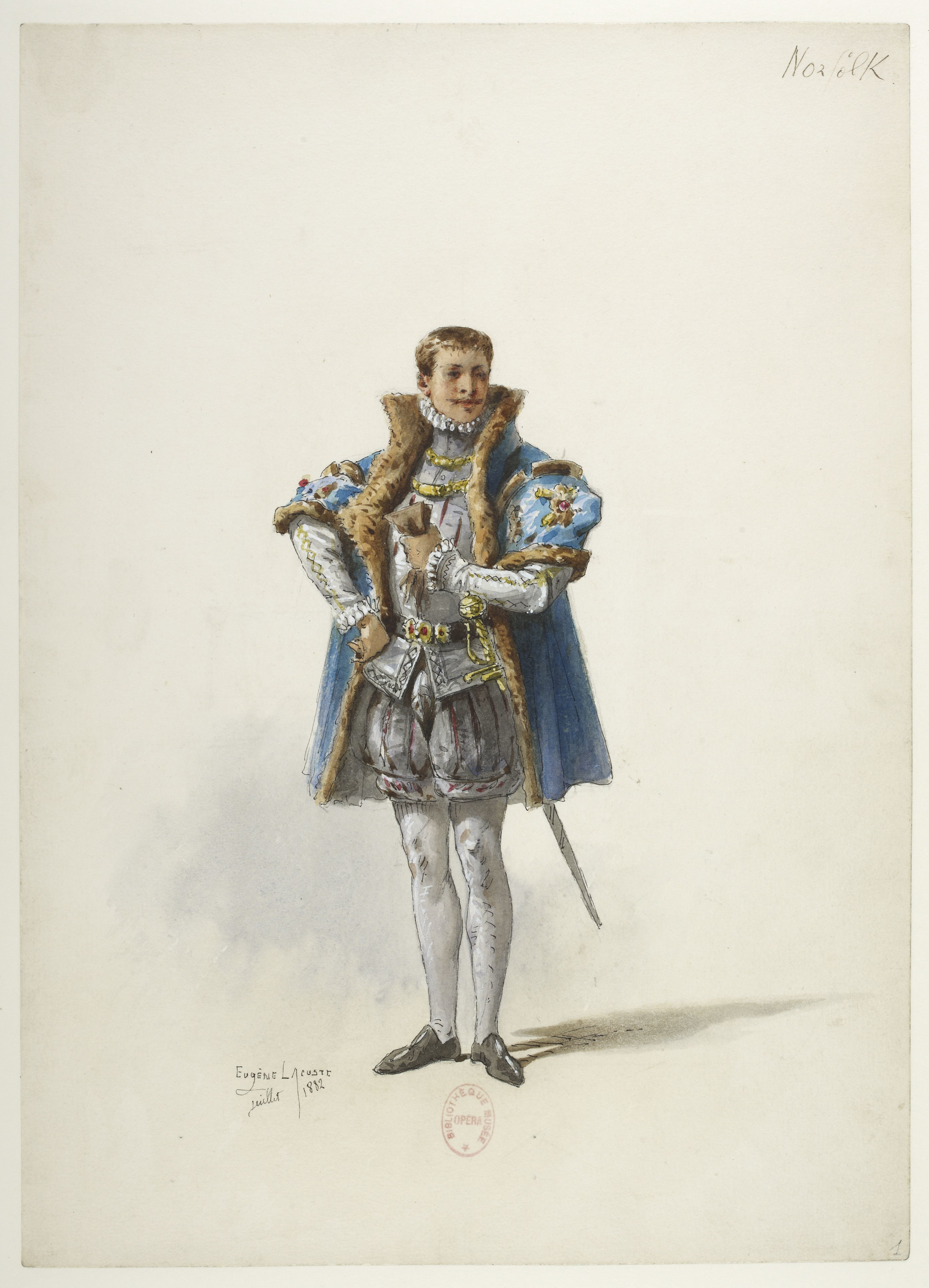
Herzog von Norfolk
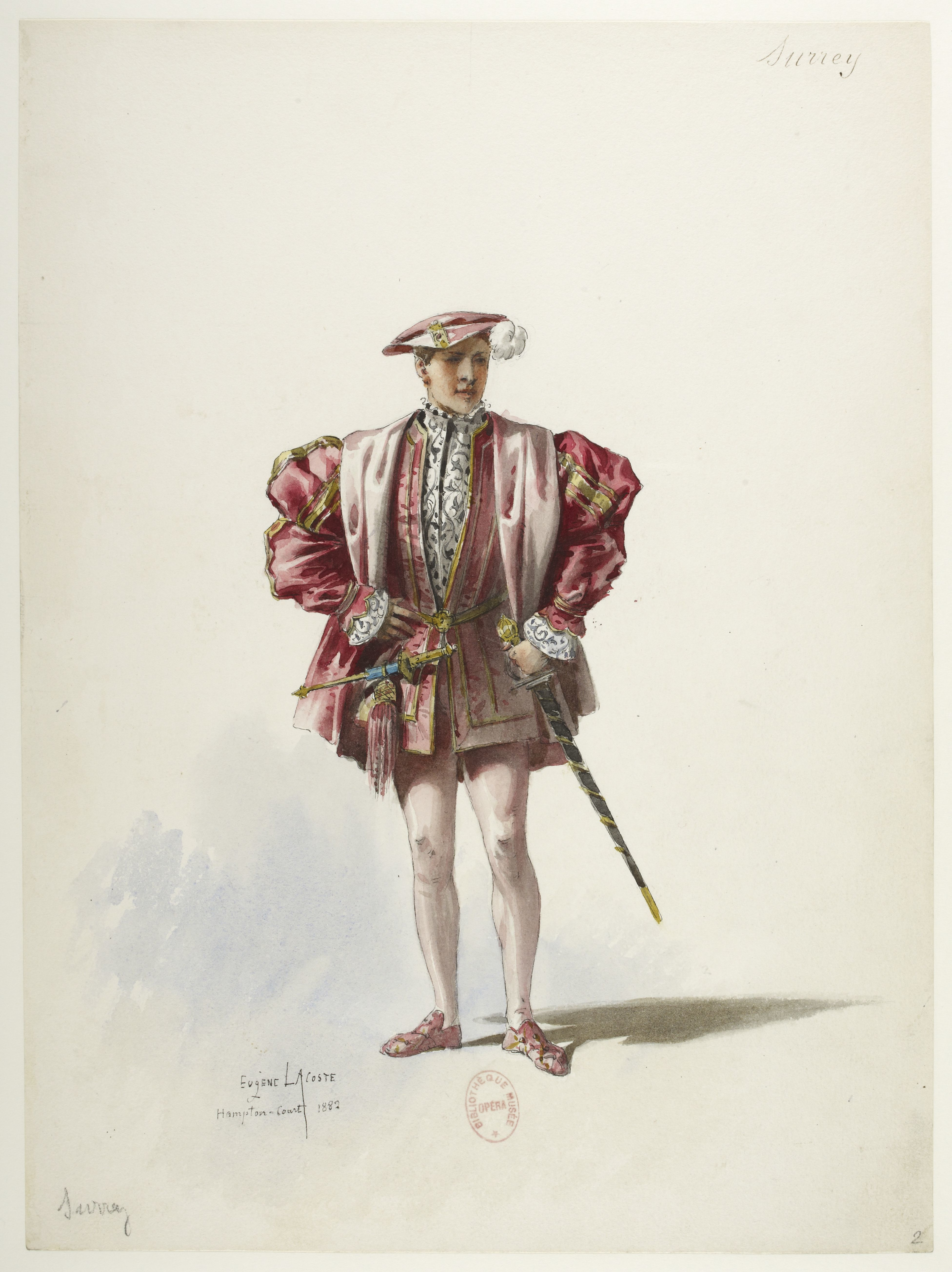
Graf von Surrey
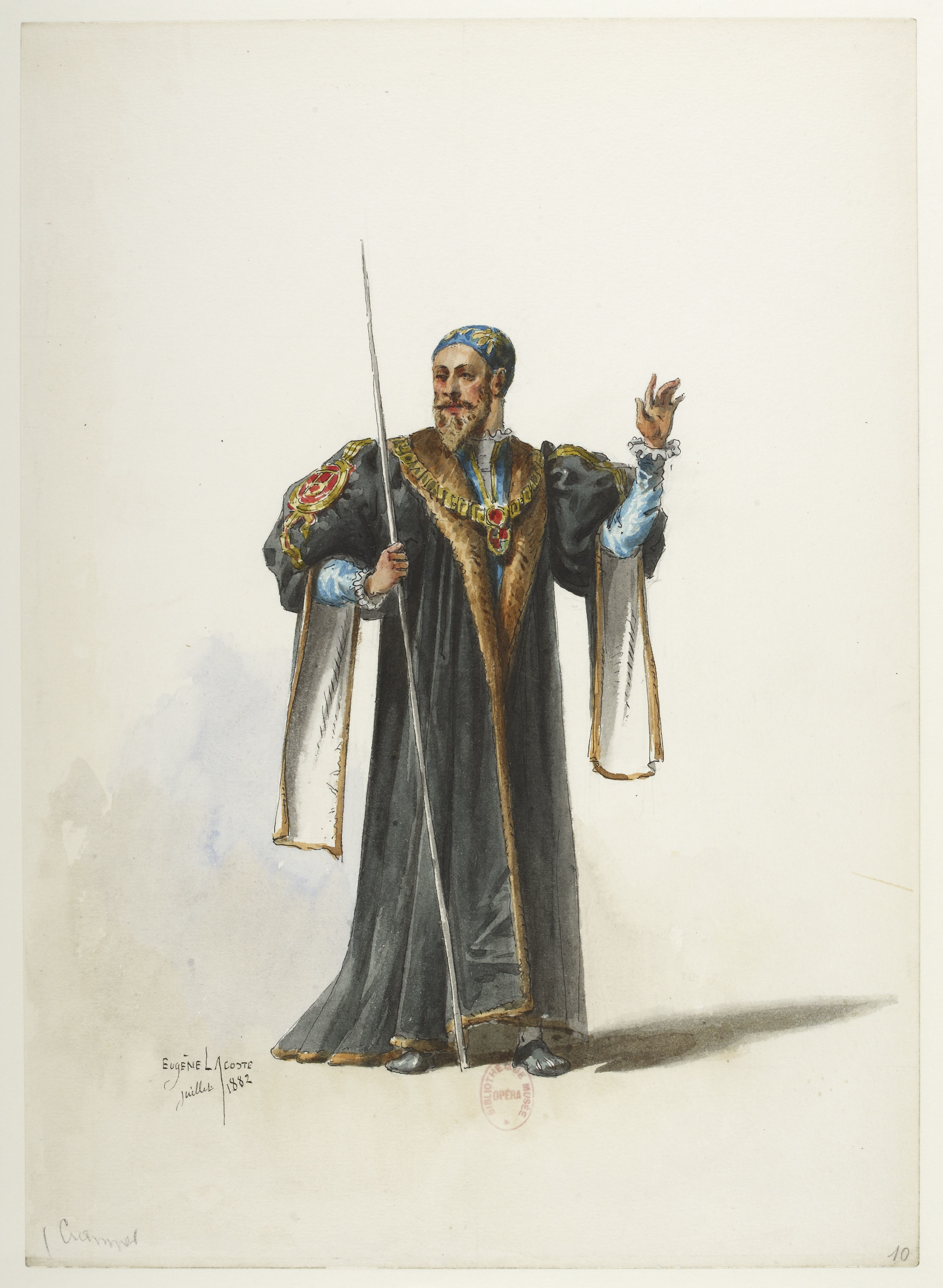
Erzbischof Cranmer
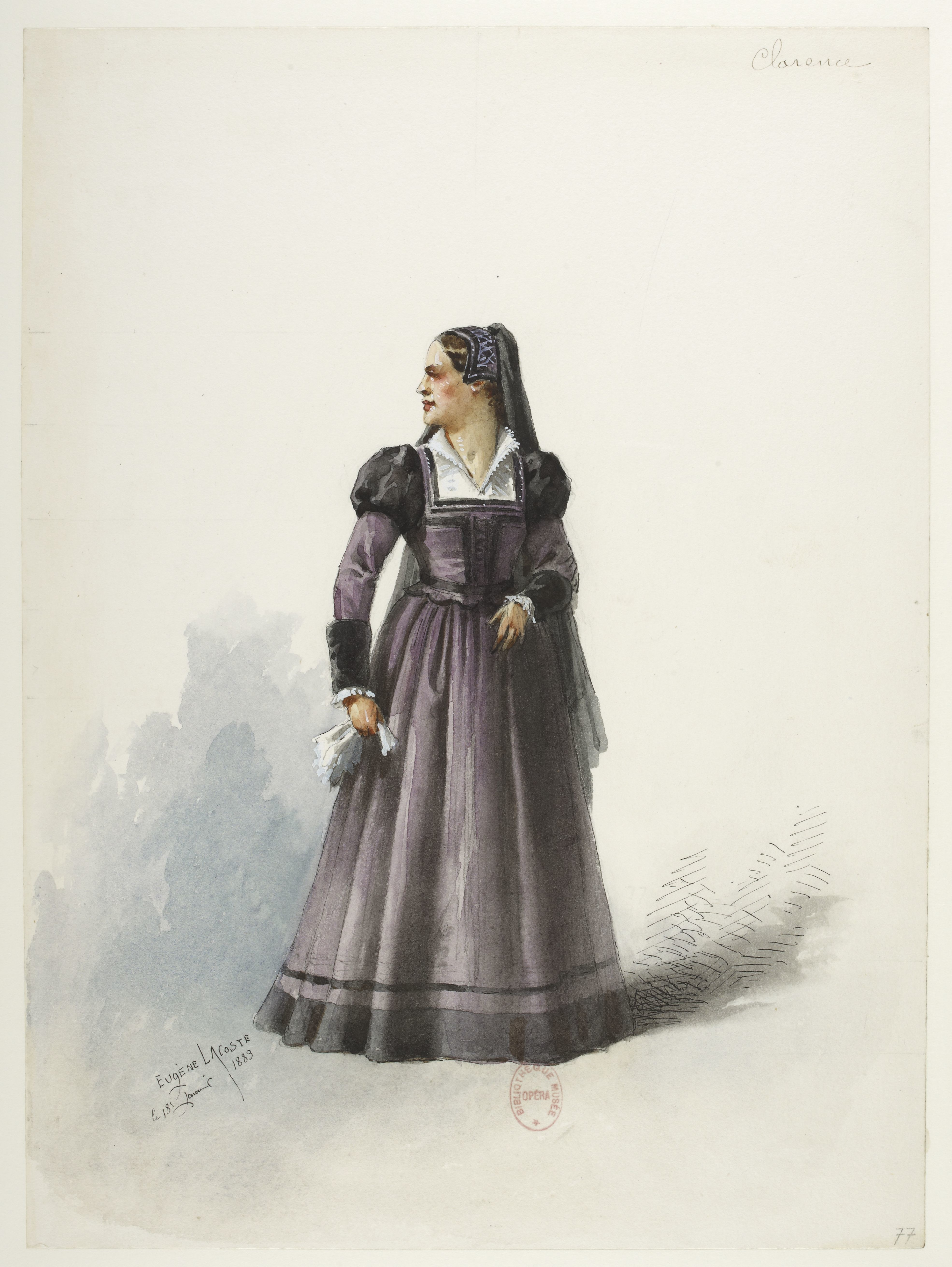
Lady Clarence

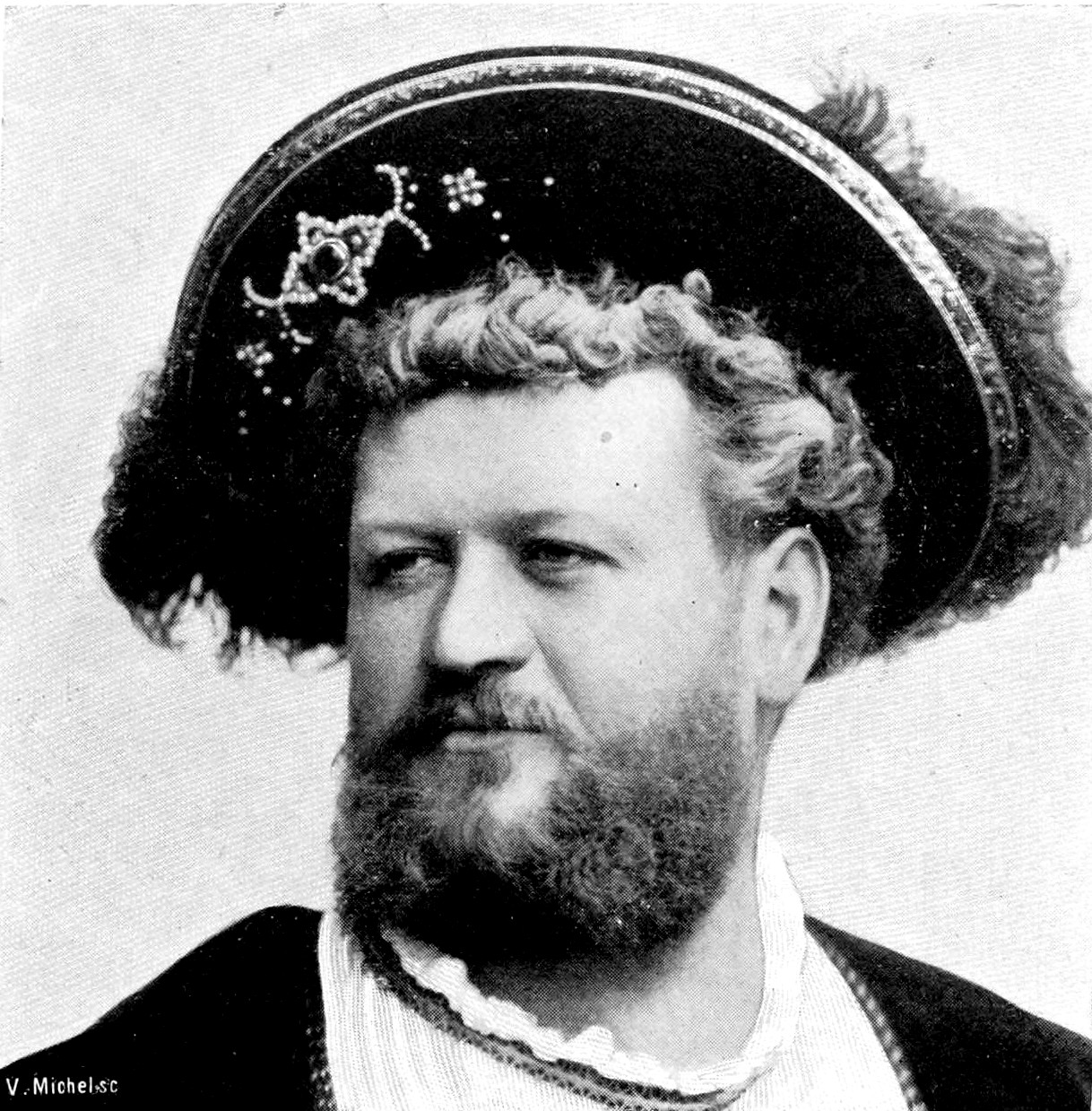
Jean Lassalle, Sänger des Henry VIII bei der Uraufführung

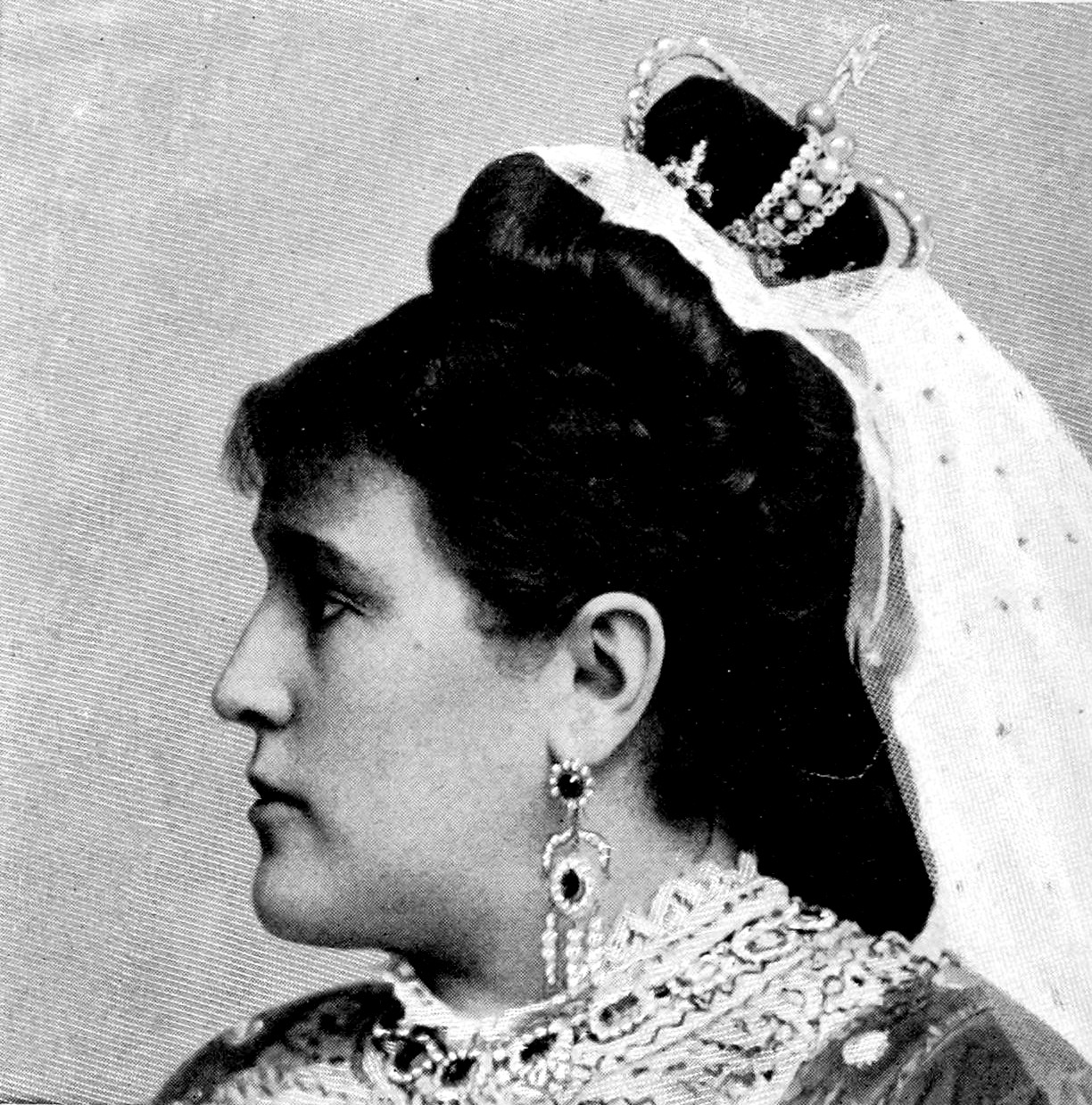
Gabrielle Krauss, Sängerin der Catherine d’Aragon bei der Uraufführung

Die Oper löste nach der Premiere vielfache Diskussionen unter den Zuschauern und Kritikern aus. Auf der einen Seite gab es Kritik, da der Orchesterstil zu sehr an den Richard Wagners erinnerte. Auf der anderen Seite lobte man die gelungene Verbindung von Text und Musik. Die Charaktere erschienen allgemein als zu blass für die jeweiligen dramatischen Situationen. Während das Unglück der Catherine d’Aragon durchaus Mitgefühl hervorrief, sah man in Anne de Boleyn nur einen billigen Flirt, der sich Liebesbezeugungen mit Geld vergüten ließ. Don Gomez fehlte gleichermaßen die nötige Tiefe für einen überzeugenden Helden, und Henry VIII erschien lediglich als eindimensionaler Bösewicht. Der große Erfolg stellte sich vor allem durch die Verbindung der Situationen mit der Musik ein. Besonders gerühmt wurden die Liebesszenen von Anne und Henry am Ende des ersten und Anfang des zweiten Akts, Catherines Konfrontation mit Anne im zweiten Akt, der Marsch zu Beginn der Synodenszene und das abschließende Quartett.
Schon im Jahr der Uraufführung gab Saint-Saëns drei verschiedene Fassungen seiner Oper heraus. Zu den wichtigsten Änderungen der zweiten und dritten Fassung gehören die Streichung des ersten Bilds des dritten Akts und des „Pas des highlanders“ im Ballett. Bei den späteren Aufführungen bemühte er sich vergeblich, weitere Kürzungen zu vermeiden. Henry VIII wurde bis zum 9. Mai 1919 insgesamt 87 Mal an Pariser Oper gespielt. Bereits am 29. Mai 1891 hatte es die 50. Vorstellung gegeben. Für die Wiederaufnahmen von 1889 (ohne den dritten Akt) und 1909 gab es neue Choreographien von Joseph Hansen bzw. Léo Staats. Ab 1917 spielte man wieder die vieraktige Fassung. Die Rolle der Catherine sangen nach Gabrielle Krauss auch Rose Caron (1886), Lucienne Bréval, Félia Litvinne (1909) und Marcelle Demougeot (1917). König Henry VIII wurde auch von M. Berard, Jean-François Delmas, Maurice Renaud (1909) und Mattia Battistini (1917) dargestellt.
Nach Samson et Dalila von 1877 erwies sich Henry VIII als die erfolgreichste Oper Camille Saint-Saëns’. Sie wurde auch im Ausland mehrfach gespielt, wenn auch in deutlich gekürzten Fassungen:
- 1887: Frankfurt am Main. Deutsch von Hermann Wolff
- 1895: Mailand. Italienisch von Achille de Lauzières: Henry VIII: Mario Sammarco, Catherine: Félia Litvinne, Anne: Armida Parsi-Pettinella
- 1898: London, Covent Garden. Französisch. Dirigent: Luigi Mancinelli; Henry VIII: Maurice Renaud, Anne: Marianne Héglon
- 1908: Monte Carlo. Henry VIII: Maurice Renaud, Catherine: Félia Litvinne, Anne: Germaine Bailac, Gomez: Gaston Dubois
- 1935: Brüssel

Anschließend wurde es ruhiger um die Oper. Eine Wiederentdeckung gab es erst 1983 in San Diego, wo sie in englischer Sprache gespielt wurde (Dirigent: Antonio Tauriello; Sherrill Milnes, Cristina Deutekom, Brenda Boozer, Jack Trussel). 1989 folgte eine konzertante Aufführung in Montpellier (Dirigent: John Pritchard; Henry VIII: Alain Fondary, Catherine: Françoise Pollet).
Besondere Beachtung erfuhr eine Produktion in Compiègne 1991 mit einer Inszenierung von Pierre Jourdan unter der musikalischen Leitung von Alain Guingal. In den Hauptrollen sangen Philippe Rouillon (Henry VIII) und Michèle Command (Catherine). Ein Video-Mitschnitt ist auf DVD verfügbar.
Das Brüsseler Opernhaus La Monnaie/De Munt zeigte das Werk 2023 in einer Inszenierung von Olivier Py. Die musikalische Leitung hatte Alain Altinoglu. Eine der Aufführungen wurde live von Operavision im Internet gestreamt.

## Ausgaben
- Erste Fassung („en 4 actes et 6 tableaux“)
  - Klavierauszug: Durand & Schoenewerk, Paris 1883, Nr. 3083 [444+3 S.]
  - Textbuch: Paris, Tresse 1883 [57 S.]
- Zweite Fassung („en 4 actes et 5 tableaux“)
  - Klavierauszug: Durand & Schoenewerk, Paris 1883, Nr. 3083 [390 S.]
  - Textbuch: Paris, Stock 1919
- Dritte Fassung („en 4 actes [cinq tableaux]“):
  - Partitur: Durand 118831, Nr. 3174 [ 651 S.]
  - Klavierauszug: Durand & Schoenewerk, Paris [um 1890], Nr. 3083 [384 S.]
  - Textbuch: Paris, Tresse 1883 [49 S.]
- Nicht identifizierte Fassungen:
  - Stimmen: Durand [Oktober 1883], Nr. 3151
  - Partitur, italienische Übersetzung von Achille de Lauzières / deutsche Übersetzung von Hermann Wolff: Durand [1884], Nr. 3241.
- Aufführungsmaterial:
  - Durand
  - italienisch von Pierre-Léonce Détroyat und Paul-Armand Silvestre: Sonzogno

## Aufnahmen
- 12. Februar 1983 – Antonio Tauriello (Dirigent), Orchester und Chor der San Diego Opera.
 Sherrill Milnes (Henry VIII), Jacques Trussel (Don Gomez de Féria), Kenneth Fox (Kardinal Campeggio), Robert Schmorr (Graf von Surrey), Kevin Langan (Herzog von Norfolk), Enrique Baquerizo (Cranmer), Cristina Deutekom (Catherine d’Aragon), Brenda Boozer (Anne de Boleyn), Nancy Carol Moore (Lady Clarence), Neil Wilson-Nease (Garter), Edward Badrak (Wächter).
 Live aus San Diego; gekürzt, englische Fassung.
 Legendary Recordings 197 (3 LPs).[8]:16146
- September 1991 – Alain Guingal (Dirigent), Pierre Jourdan (Inszenierung), Orchestre Lyrique de l’ORTF Paris, Fanfare de Villers-Cotterêts, Chœurs du Théâtre des Arts de Rouen.
 Philippe Rouillon (Henry VIII), Alain Gabriel (Don Gomez de Féria), Gérard Serkoyan (Kardinal Campeggio), Alexandre Laiter (Graf von Surrey), Philippe Bohée (Herzog von Norfolk), Jean-Marc Loisel (Cranmer), Michèle Command (Catherine d’Aragon), Lucile Vignon (Anne de Boleyn), Annick Duc (Lady Clarence), Francis Costa (Garter), Dominique Hébert (Wächter), Jacques d’Albundo (Offizier).
 Video; live aus Compiègne.
 H.M. France CD: LDC 278 1083/85, Cascaravelle VELD 7004 (1 DVD).[8]:16147
- 4. Januar 2002 – José Collado (Dirigent), Pierre Jourdan (Inszenierung), Sinfonieorchester und Chor des Gran Teatre del Liceu Barcelona.
 Simon Estes (Henry VIII, Akte 1–2), Robert Bork (Henry VIII, Akte 3–4), Charles Workman (Don Gomez de Féria), Paolo Pecchioli (Kardinal Campeggio), Montserrat Caballé (Catherine d’Aragon), Nomeda Kazlaus (Anne de Boleyn).
 Video; live aus Barcelona; vollständig.[8]:16151
 Premiere Opera DVD 5191.
- 17. Januar 2002 – José Collado (Dirigent), Sinfonieorchester und Chor des Gran Teatre del Liceu Barcelona.
 Simon Estes (Henry VIII), Charles Workman (Don Gomez de Féria), Paolo Pecchioli (Kardinal Campeggio), Claude Pia (Graf von Surrey), Hans Voschezang (Herzog von Norfolk), Celestino Varela (Cranmer), Montserrat Caballé (Catherine d’Aragon), Nomeda Kazlaus (Anne de Boleyn), Begona Alberdi (Lady Clarence), Josep Fadó (Garter), Alfredo Heilbron (Wächter), Carles Prat (Offizier).
 Live aus Barcelona; vollständig.[8]:16149
 Premiere Opera CDNO 240-3 (3 CDs).
- 2012 – Leon Botstein (Dirigent), American Symphony Orchestra, Bard Festival Chorus.
 Jason Howard (Henry VIII), John Tessier (Don Gomez de Féria), Jeffrey Tucker (Kardinal Campeggio), Jon-Michael Ball (Graf von Surrey), Nathan Stark (Herzog von Norfolk), Branch Fields (Cranmer), Ellie Dehn (Catherine d’Aragon), Jennifer Holloway (Anne de Boleyn).
 Presto Classical ASO248 (3 CDs).[9]
- 16. Mai 2023 – Alain Altinoglu (Dirigent), Olivier Py (Regie), Pierre-André Weitz (Bühne und Kostüme), Bertrand Killy (Licht), Ivo Bauchiero (Choreografie), La Monnaie Symphony Orchestra, La Monnaie Chorus, La Monnaie Choral Academy.
 Lionel Lhote (Henry VIII), Ed Lyon (Don Gomez de Féria), Vincent Le Texier (Kardinal Campeggio), Enguerrand de Hys (Graf von Surrey), Werner van Mechelen (Herzog von Norfolk), Jérôme Varnier (Cranmer), Marie-Adeline Henry (Catherine d’Aragon), Nora Gubisch (Anne de Boleyn), Claire Antoine (Lady Clarence), Alexander Marev (Garter und Offizier).
 Video; live aus dem Brüsseler Opernhaus La Monnaie/De Munt.
 Videostream auf Operavision.[7]